# Селецька сільська рада (Черняхівський район)
Селецька сільська рада — колишня адміністративно-територіальна одиниця та орган місцевого самоврядування у Фасівському, Потіївському і Черняхівському районах Коростенської і Волинської округ, Київської й Житомирської областей Української РСР та України з адміністративним центром у с. Селець.

## Населені пункти
Сільській раді були підпорядковані населені пункти:
- с. Селець
- с. Браженка

## Населення
Кількість населення ради станом на 1923 рік становила 1 875 осіб, кількість дворів — 401.
Відповідно до результатів перепису населення СРСР, кількість населення ради станом на 12 січня 1989 року становила 738 осіб.
Станом на 5 грудня 2001 року, відповідно до перепису населення України, кількість мешканців сільської ради становила 699 осіб.

## Склад ради
Рада складалася з 12 депутатів та голови.

### Керівний склад сільської ради
| ПІБ                      | Основні відомості                                                             | Дата обрання | Дата звільнення |
| ------------------------ | ----------------------------------------------------------------------------- | ------------ | --------------- |
| Хомич Віталій Леонідович | Сільський голова, 1960 року народження, освіта, безпартійний                  | 26.03.2006   | 31.10.2010      |
| Хомич Віталій Леонідович | Сільський голова, 1960 року народження, освіта вища, член партії Єдиний Центр | 31.10.2010   |                 |

Примітка: таблиця складена за даними джерела

## Історія
Створена 1923 року в складі сіл Мар'янівка та Селець Фасівської волості Житомирського повіту Волинської губернії. 28 вересня 1925 року с. Мар'янівка передане до складу Жадьківської сільської ради Потіївського району Волинської округи.
Станом на 1 вересня 1946 року сільська рада входила до складу Потіївського району Житомирської області, на обліку в раді перебувало с. Селець.
11 серпня 1954 року, відповідно до указу Президії Верховної ради Української РСР «Про укрупнення сільських рад по Житомирській області», підпорядковано села Браженка, Сали та хутір Салівський (згодом — Нові Сали) ліквідованих Браженської та Салівської сільських рад Потіївського району. 2 вересня 1954 року, відповідно до рішення Житомирського облвиконкому «Про перечислення населених пунктів в межах районів Житомирської області», с. Нові Сали (Салівське) передане до складу Вихлянської сільської ради Потіївського району. 20 березня 1959 року, відповідно до рішення Житомирського облвиконкому «Про зміну адміністративно-територіального поділу окремих районів області», до складу ради включено села Нові Сали, Осівка та Росівка Вихлянської сільської ради Радомишлського району Житомирської області. 1 лютого 1971 року, відповідно до рішення Житомирського облвиконкому № 42 «Про утворення Салівської сільради Черняхівського району», села Нові Сали, Осівка, Росівка та Сали підпорядковані відновленій Салівській сільській раді Черняхівського району.
На 1 січня 1972 року сільська рада входила до складу Черняхівського району Житомирської області, на обліку в раді перебували села Браженка та Селець.
Виключена з облікових даних 17 липня 2020 року. Територію та населені пункти ради, відповідно до розпорядження Кабінету Міністрів України № 711-р від 12 червня 2020 року «Про визначення адміністративних центрів та затвердження територій територіальних громад Житомирської області», включено до складу Черняхівської селищної територіальної громади Житомирського району Житомирської області.
Входила до складу Фасівського (7.03.1923 р.), Потіївського (23.09.1925 р.) та Черняхівського (21.01.1959 р.) районів.